# Ligularia pavlovii
Ligularia pavlovii là một loài thực vật có hoa trong họ Cúc. Loài này được (Lipsch.) Cretz. mô tả khoa học đầu tiên năm 1941.